# Kejsartrollslända
Kejsartrollsländan (Anax imperator) är en trollslända tillhörande familjen Aeshnidae (Mosaiktrollsländor). 

## Kännetecken

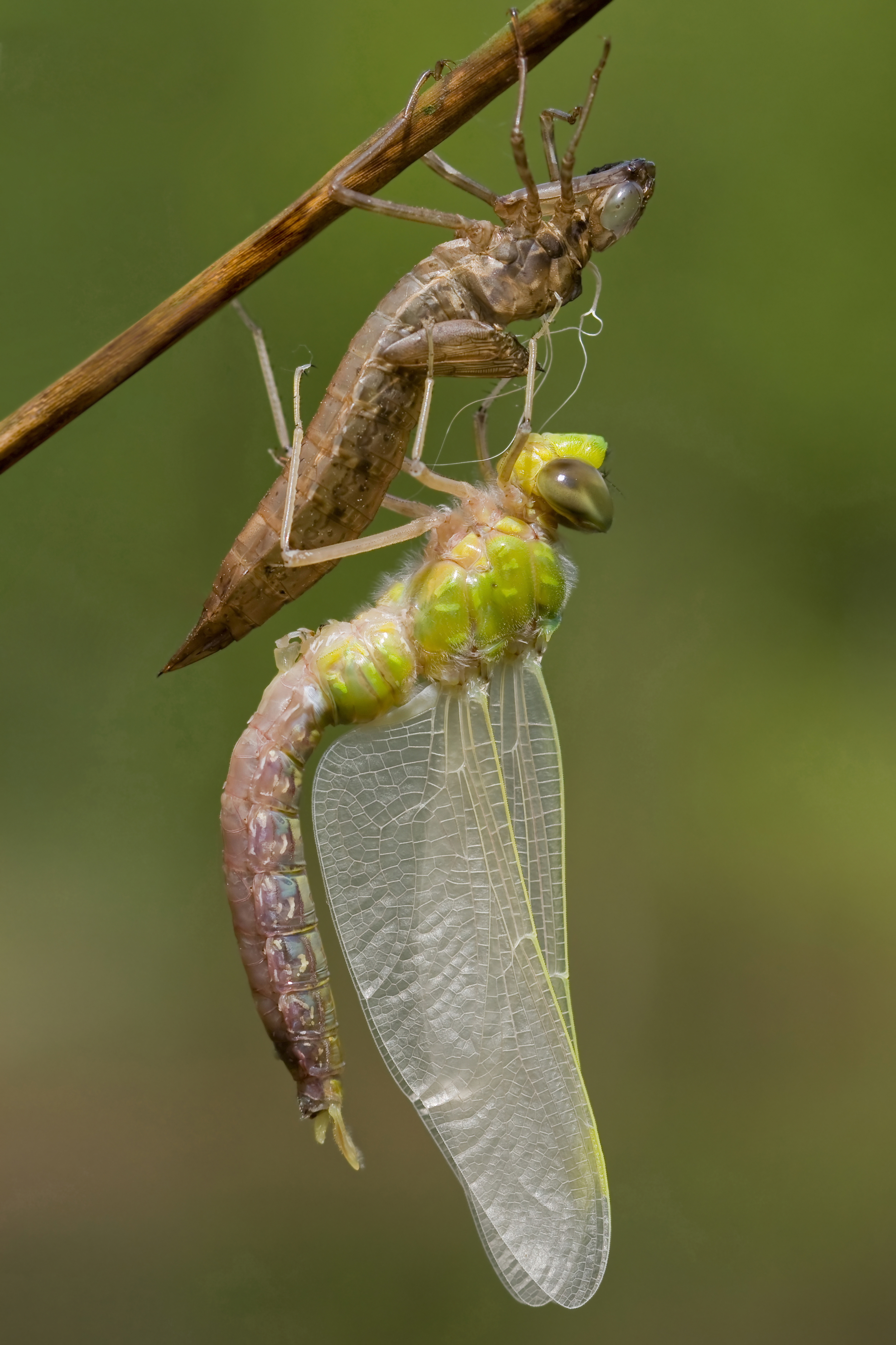
Kejsartrollslända vid den sista hudömsningen.

Kejsartrollsländan är en stor och kraftig trollslända med ett vingspann på upp till 106 millimeter och en kroppslängd på upp till 80 millimeter. Hanen har blå bakkropp med svart mittlinje och svarta sidostrimmor. Honan har grön bakkropp med bruna strimmor. Mellankroppen och huvudet är på båda könen gröna.

## Utbredning
Kejsartrollsländans utbredningsområde innefattar större delen av västra och mellersta Europa, Nordafrika och österut i ett bälte bort till nordvästra Indien. Den har iakttagits i Sverige under 2000-talet, i för varje år ökande antal. Den är landskapstrollslända för Skåne.

## Levnadssätt
Som vuxen är kejsartrollsländan en skicklig jägare som fångar sina byten, andra flygande insekter, i luften med hjälp av sin utmärkta syn. Som larv ligger den och lurpassar på vattengråsuggor och andra byten i lämplig storlek på botten av en damm eller långsamt rinnande vattendrag. Larvstadiet varar i 1 till 2 år och den vuxna insekten lever i cirka 4 veckor. Under den tiden ska den hinna med att hitta en partner och para sig. Äggen läggs i skydd av växter under vattnet och nästa generation trollsländor kläcks efter 3 till 4 veckor.